# Meffan Institute
Meffan Institute er et museum og kunstgalleri i Forfar, Angus, Skotland. Det huser en række udstillinger der omhandler lokalområdet, inklusive en samling af piktiske sten, der tæller Dunnichen Stone og Kirriemuir Sculptured Stones samt romerske og middelalderlige artefakter fra lokalområdet. Der er rekonstrueret historiske scener fra Forfar med hverdagslivet i begyndelsen af 1800-tallet, samt afbildninger af en kvinde, der var blevet beskyldt for at være heks under heksejagten i perioden 1661-1666.

## Gallery
- Dunnichen Stone; Class I piktisk sten fra det nærliggende Dunnichen.
- Kirriemuir 1.
- Bagsiden af Kirriemuir 2.